# 尼德姆 (印第安納州)
尼德姆（英語：Needham）是位於美國印地安納州約翰遜縣的一個非建制地區。該地的面積和人口皆未知。